# High Spirits - Fantasmi da legare
High Spirits - Fantasmi da legare (High Spirits) è un film di Neil Jordan del 1988.

## Trama
Peter Plunkett, proprietario di un vecchio castello in Irlanda, dopo la morte del padre non riesce a tirare avanti con l'attività di albergatore. Oppresso dai debiti, pensa dapprima di suicidarsi, per poi cambiare opinione e sfruttare l'idea di un castello infestato dai fantasmi, considerando anche che sua madre sostiene di vedere i propri antenati apparire in varie zone del maniero.
Prima dell'arrivo degli ospiti, utilizza trucchi da cinema mettendo in scena ridicole apparizioni per rendere reali i fantasmi a cui lui per primo non crede, ma non tutto va come sperato: una delle ospiti è la figlia del notaio creditore di Plunkett, inviata per 
mettergli i bastoni tra le ruote, e sposata con Jack, un uomo alla disperata ricerca del vero amore.
Un altro degli ospiti è un parapsicologo scettico, che smaschera subito i trucchi utilizzati da Plunkett. Ma i veri fantasmi che popolano il castello decidono di dare ai turisti ciò per cui sono venuti. Nel frattempo Jack spezza senza volerlo la catena dell'assassinio della pro pro pro pro  bis cugina di Plunkett, Mary, che durante la prima notte di nozze venne uccisa per mano del neo marito Martin, accecato da una gelosia infondata, e se ne innamora; per un fortuito caso viene coinvolta anche la moglie di Jack, Sharon, della quale Martin si invaghisce tentando invano di sedurla. 
Quello che però non sanno è che l'unione di vivi e morti avverrà nella notte successiva, durante Halloween, quando chi avrà il cuore saldo riporterà indietro l'amata dalla morte e viceversa.
Alla fine del soggiorno, l'amore vero tra Jack e Mary riporta lei in vita, prendendo il corpo della moglie di Jack, Sharon, che contenta della sua nuova condizione di fantasma si unisce a Martin. Tra gli altri ospiti, il pastore Tony capisce di non avere la vocazione per fare il prete e si mette insieme alla svampita Miranda, mentre Eamon ammetterà l'esistenza dei fantasmi salvando il castello dei Plunkett.